# Камйонкі-Дуже
Камйонкі-Дуже (пол. Kamionki Duże) — село в Польщі, у гміні Лисомиці Торунського повіту Куявсько-Поморського воєводства.
Населення — 457 осіб (2011).
У 1975-1998 роках село належало до Торунського воєводства.

## Демографія
Демографічна структура станом на 31 березня 2011 року:
|          | Загалом | Допрацездатний вік | Працездатний вік | Постпрацездатний вік |
| -------- | ------- | ------------------ | ---------------- | -------------------- |
| Чоловіки | 235     | 49                 | 165              | 21                   |
| Жінки    | 222     | 50                 | 134              | 38                   |
| Разом    | 457     | 99                 | 299              | 59                   |